# Свайрієнг
Свайрієнг (кхмер. ស្វាយរៀង) — провінція на південному сході Камбоджі.

## Адміністративний поділ
Провінція поділяється на 7 округів, 80 комун і 690 сіл.
| Код  | Назва       | Оригінал |
| ---- | ----------- | -------- |
| 2001 | Чантріа     | ចន្រ្ទា     |
| 2002 | Кампонгроу  | កំពង់រោទ៍    |
| 2003 | Ромдоуль    | រំដួល      |
| 2004 | Ромеах Хаєк | រមាសហែក    |
| 2005 | Свай Кром   | ស្វាយជ្រុំ    |
| 2006 | Свайрієнг   | ស្វាយរៀង    |
| 2007 | Свай Тхієп  | ស្វាយទៀប    |

## Відомі уродженці
- Кхіеу Сампхан — президент Камбоджі
- Хок Лунді — особистий охоронець Гун Сена, голова національної поліції Камбоджі
- Чеа Сім — генерал, учасник громадянської війни, військово-політичний функціонер червоних кхмерів.